# Johann Christian Mentzel
Johann Christian Mentzel (* 1. Januar 1661 in Berlin; † 17. Mai 1718 ebenda) war Hofarzt von Friedrich I. (Preußen) und Mitglied der Gelehrtenakademie „Leopoldina“.
Johann Christian Mentzel studierte Medizin in an der Brandenburgischen Universität in Frankfurt (Oder). Johann Christian Mentzel war anschließend Hofarzt des Königs von Preussen und Kurfürst von Brandenburg, danach wurde er Leibarzt und Hofrath.
Am 12. März 1691 wurde Johann Christian Mentzel mit dem Beinamen SENECA II. als Mitglied (Matrikel-Nr. 186) in die Leopoldina aufgenommen.

## Publikation
- mit Bernhard Albinus und Andreas Cleyer: Dissertatio Epistolica, Ad Virum Clarissimum, Consultissimum Atque Experientissimum Dn. Andream Cleyerum ... De Elephantia Javae Nova, Qvam Disputationis Publicae Loco Praeside Dn. Bernhardo Albino ... Ad diem 26. Aprilis Anno ab O.R. M DC LXXXIII, Literis Christophori Zeitleri, Hochschulschrift Francofurti cis Viadrum, 1683.